# 마누엘라 베예스
마누엘라 베예스(Manuela Vellés, 1987년 1월 16일 ~ )는 스페인의 배우이다.

## 출연 작품
- 뮤즈 - 베아트리스 역